# USS Mitscher (DDG-57)
USS Mitscher (DDG-57) je americký torpédoborec třídy Arleigh Burke. Je sedmou postavenou jednotkou své třídy. Postaven byl v letech 1992–1994 loděnicí Ingalls Shipbuilding ve městě Pascagoula ve státě Mississippi. Torpédoborec byl objednán v roce 1988, dne 12. února 1992 byla zahájena jeho stavba, hotový trup byl spuštěn na vodu 7. května 1993 a 10. prosince 1994 byl zařazen do služby.

## Služba
Mitscher sloužil řadu let ve Středomoří. Od ledna 2001 operoval půl roku v rámci bojové skupiny letadlové lodě USS Harry S. Truman. V jejím rámci se účastnil cvičení NATO Unified Spirit 2000. V roce 2001 Mitscher rovněž navštívil Alžírsko a podnikl protiponorkové cvičení s plavidly Alžírského námořnictva.